# Roland Folz
Roland Folz (* 15. Februar 1964 in Neu-Ulm) ist ein deutscher Manager.

## Beruflicher Werdegang
Roland Folz studierte an der Universität in Ulm Wirtschaftsmathematik. Danach ging er nach Chicago an die University of Illinois, um dort den MBA zu erlangen (Schwerpunkte: Finanzen, Strategische Planung und Internationale Wirtschaft). Von 1990 bis 1994 war Folz bei der Bayerischen Hypotheken- und Wechselbank AG in München tätig, bei der er unter anderem die interne Projektleitung bei der Gründung der Direkt Anlage Bank innehatte. Während dieser Zeit promovierte er im Bereich Finanzmarketing mit der Arbeit „Marketing von Vermögensanlagenprodukten im mittleren Segment privater Bankkunden“. Von 1994 bis 1997 war Folz stellvertretender Direktor (Strategische Planung und Geschäftsentwicklung) bei der Hypo Foreign & Colonial Management Ltd. in London. Danach war er vier Jahre – unter anderem als Mitglied des Vorstands – bei der Direkt Anlage Bank AG in München tätig.
Von 2002 bis 2005 verantwortete Folz als Vorsitzender des Vorstands der DaimlerChrysler Bank AG in Stuttgart die Entwicklung vom Leasing- und Finanzierungsspezialisten hin zur Universalbank.
Von 2005 bis Mai 2009 war Folz bei der Deutschen Telekom AG in Bonn als Mitglied des Bereichsvorstands der T-Com/T-Home tätig. Zunächst verantwortete er das Ressort Qualität und Prozesse. Durch den neuen Vorstandsvorsitzenden René Obermann und die damit einhergehende Neuausrichtung (Ausgliederung der Einheiten Kundenservice, Technischer Service und Netzproduktion in Servicegesellschaften) wurde Folz Vorsitzender der Geschäftsleitung des Technischen Service der Deutschen Telekom AG (DTTS GmbH) mit 23.000 Mitarbeitern.
Ab dem 1. Juni 2009 war Folz Chief Financial Officer (CFO) des Bereichs Private Business Clients (PBC) der Deutsche Bank AG und Mitglied des Vorstandes der Deutsche Bank Privat- und Geschäftskunden AG.
Roland Folz ist 2014 als Mitglied des Vorstandes der Deutschen Bank Privat- und Geschäftskunden AG ausgeschieden. Bis zu seinem endgültigen Austritt 2016 hatte er weitere CFO-Aufgaben innerhalb der Deutschen Bank inne.
Seit dem 1. Februar 2017 ist Roland Folz Vorstandsvorsitzender der Solarisbank. Im Oktober 2022 wurde bekannt, dass Folz das Unternehmen zum 30. April 2023 verlassen wird.
Darüber hinaus nimmt er seit vielen Jahren verschiedene Aufsichtsratsmandate wahr, aktuell bei der Nürnberger Beteiligungs-AG, der Fürst Fugger Privatbank AG sowie der Studio Babelsberg AG.